# Cryobdella antarctica
Cryobdella antarctica is een ringworm uit de familie van de Piscicolidae. De wetenschappelijke naam van de soort is voor het eerst geldig gepubliceerd in 1970 door Epstein.